# Something Else Again
| Recensione              | Giudizio |
| ----------------------- | -------- |
| AllMusic                |          |
| Dizionario del Pop-Rock |          |
| 24.000 dischi           |          |

Something Else Again è il secondo album del cantautore folk statunitense Richie Havens, pubblicato dall'etichetta discografica Verve Forecast Records nel dicembre del 1967.

## Tracce

### LP
Lato A (MGS 1148)
1. No Opportunity Necessary, No Experience Needed – 2:58 (Price, Richie Havens) – Registrato l'8 settembre 1967 a New York
2. Inside of Him – 4:27 (Richie Havens) – Registrato il 20 ottobre 1967 a New York
3. The Klan – 4:31 (Alan Grey, David Grey) – Registrato il 20 ottobre 1967 a New York
4. Sugarplums – 2:54 (John Court) – Registrato il 20 ottobre 1967 a New York
5. Don't Listen to Me – 4:25 (Richie Havens) – Registrato il 20 ottobre 1967 a New York

Lato B (MGS 1149)
1. From the Prison – 3:40 (Jerry Merrick) – Registrato il 20 ottobre 1967 a New York
2. Maggie's Farm – 4:35 (Bob Dylan) – Registrato il 20 ottobre 1967 a New York
3. Somethin' Else Again – 7:26 (Richie Havens) – Registrato il 20 ottobre 1967 a New York
4. New City – 2:50 (Richie Havens, John Court) – Registrato il 20 ottobre 1967 a New York
5. Run, Shaker Life – 5:45 (Tradizionale; arrangiamento e adattamento di Richie Havens) – Registrato il 20 ottobre 1967 a New York

## Musicisti
- Richie Havens – voce, chitarra, sitar, tamboura, bongos
- Adrian Guillery – chitarra elettrica (eccetto nel brano: "Run, Shaker Life")
- Warren Bernhardt – pianoforte, clavinet, organo (eccetto nel brano: "Run, Shaker Life")
- Jeremy Steig – flauto (eccetto nel brano: "Run, Shaker Life")
- Eddie Gomez – basso acustico (eccetto nel brano: "Run, Shaker Life")
- Don Payne – basso elettrico (eccetto nel brano: "Run, Shaker Life")
- Donald MacDonald – batteria (eccetto nel brano: "Run, Shaker Life")
- John Blair – violino (solo nel brano: "Inside of Him")

Run, Shaker Life
- Richie Havens – voce, chitarra, sitar elettrico
- Paul Williams – chitarra
- Denny Gerrard – basso elettrico
- Skip Prokop – batteria
- Daniel Ben Zebulon – congas

Note aggiuntive
- John Court – produttore
- Jerry Schoenbaum – supervisore della produzione
- Val Valentin – direttore delle registrazioni
- Mark Roth – foto copertina album
- David Krieger – design copertina album [6]

## Classifica
Album
| Anno | Classifica        | Posizione raggiunta |
| ---- | ----------------- | ------------------- |
| 1968 | Billboard Top LPs | 184                 |